# Ätherisches Hanföl

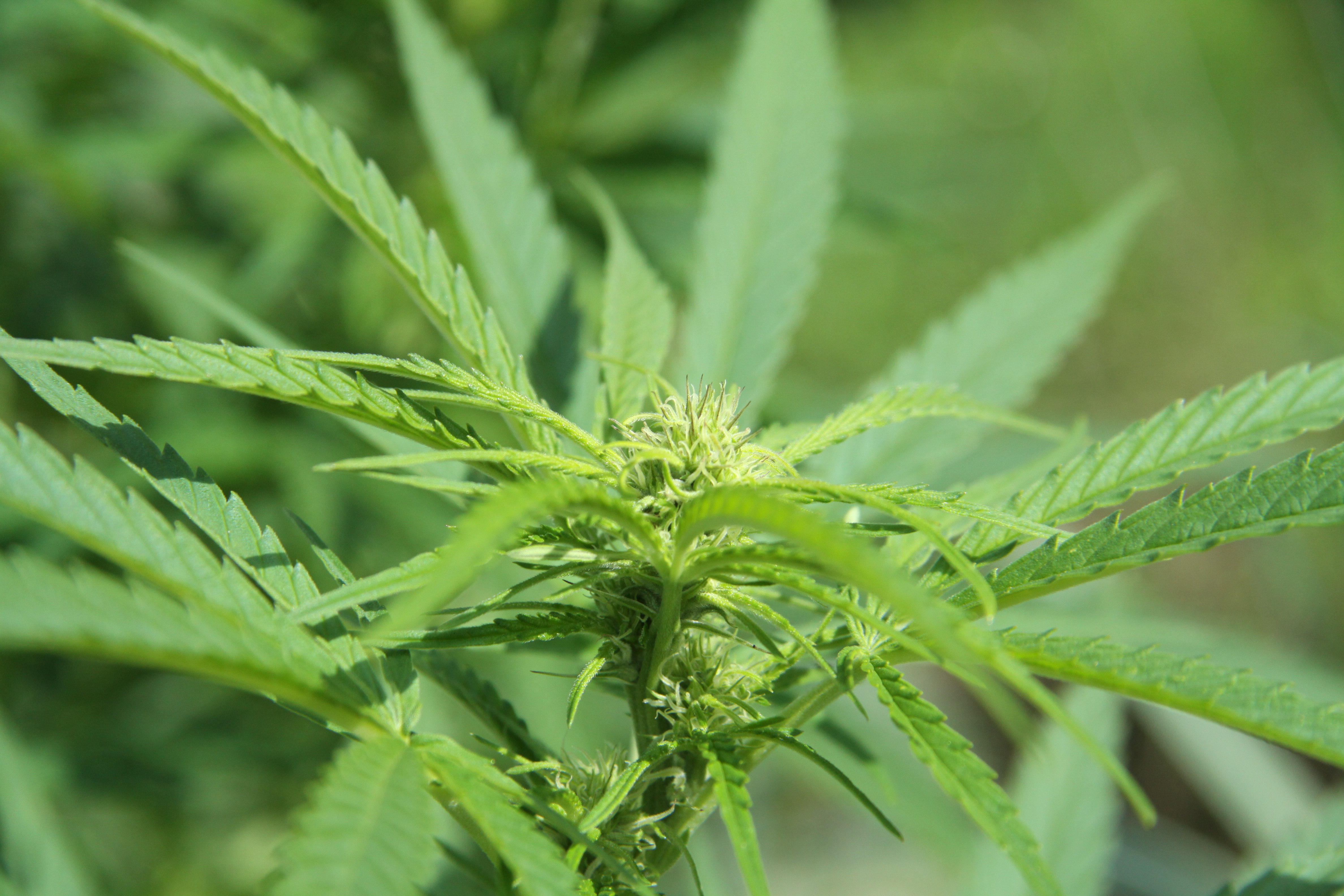
Hanfpflanze

Ätherisches Hanföl (englisch auch Cannabis flower essential oil) wird durch Destillation aus Blättern und Blüten der Hanfpflanze (Cannabis sativa) gewonnen.  Es besteht aus einer Vielzahl unterschiedlicher Inhaltsstoffe und findet Verwendung in Lebensmitteln und Kosmetika. Als ätherisches Öl ist es abzugrenzen vom Hanföl (gepresstem Speiseöl aus Pflanzensamen) und dem THC-haltigen Haschischöl (ölartiger Harzextrakt, kein echtes Öl).
Für seine Gewinnung werden Pflanzen mit viel  Δ9-Tetrahydrocannabinol (THC) bevorzugt, da diese eine höhere Ausbeute und gleichzeitig eine höhere Qualität liefern. Aber selbst bei stark THC-haltigen Sorten wird das THC durch die Wasserdampfdestillation nur in Spuren extrahiert und verbleibt in der Biomasse. Die meisten Phytocannabinoide sind auch kaum in Wasser löslich, sodass sie nur noch in geringen Mengen enthalten sind. Eine Verwendung in Lebensmitteln und Kosmetikprodukten ist somit immer möglich. Der THC-Restgehalt muss jedoch aus zollrechtlichen Gründen dokumentiert werden.

## Zusammensetzung
| Verbindung               | %-Anteil am Öl  |
| ------------------------ | --------------- |
| α-Pinen                  | 2,3 bis 31,0    |
| β-Pinen                  | 0,9 bis 7,8     |
| 3-Caren                  | Spuren bis 3,5  |
| Limonen                  | 0,2 bis 6,9     |
| Myrcen                   | 29,4 bis 65,8   |
| β-Phellandren            | 0,2 bis 0,6     |
| cis-Ocimen               | Spuren bis 0,3  |
| trans-Ocimen             | 0.3 bis 10,2    |
| α-Terpinolen             | Spuren bis 23,8 |
| α-Bergamoten             | Spuren bis 0,8  |
| β-Caryophyllen           | 3,8 bis 37,5    |
| α-Caryophyllen (Humulen) | 0,7 bis 7,4     |
| β-Farnesen               | Spuren bis 1,4  |
| β-Selinen                | Spuren bis 0,5  |
| Selina-3,7(11)-dien      | Spuren bis 0,7  |
| Caryophyllenoxyd         | Spuren bis 11,3 |
| Summe der Monoterpene    | 47,9 bis 92,1   |
| Summe der Sesquiterpene  | 4,0 bis 47,5    |

Das ätherische Hanföl enthält Stoffe des Hanfes, die durch die Dampfdestillation aus den Blüten und Blättern gelöst werden. Als typische Geruchsstoffe enthält es leichtflüchtige Mono- und Sesquiterpene, unter anderen das Caryophyllenoxid, welches als typischer Hanfgeruchsstoff auch Leitsubstanz für den Einsatz von Drogenspürhunden ist. Insgesamt sind etwa 100 verschiedene Duftkomponenten bekannt, die je nach Varietät und Zustand des Pflanzenmaterials unterschiedlich ausfallen.
Einige der wichtigsten Inhaltsstoffe im ätherischen Hanföl sind in der nebenstehenden Tabelle dargestellt.

## Verwendung
Die früheste Nutzung von ätherischem Hanföl ist nicht zu datieren. Die Verwendung des Hanf als Nutzpflanze ist bis weit in die Geschichte zurückzuverfolgen, die frühesten Seile aus Hanffasern stammen dabei aus der Zeit um 2.800 v. u. Z. aus China und die Nutzung als Textilfaser ist durch Funde aus der Zhou-Dynastie (1.122 bis 149 v. u. Z.) belegt.
Als Zusatzstoff wird ätherisches Hanföl vor allem bei der Produktion von entsprechend aromatisierten Eistees, Hustenbonbons, Hanfbier, Schokolade und anderen Produkten verwendet. Außerdem findet es Verwendung in Kosmetikartikeln und Parfum.  Als Zusatz zu Massage- und Hautöl soll ätherisches Hanföl beruhigend und entzündungshemmend wirken und Verspannungen lösen sowie Krämpfe, Schwellungen und Phantomschmerzen lindern. Ätherisches Hanföl findet zudem Anwendung in der Aromatherapie und soll sich positiv bei der Behandlung von Hautproblemen wie Ekzemen und Psoriasis, Gelenkschmerzen (Gelenkentzündungen, Arthritis, rheumatische Beschwerden), Stressbelastungen und weiteren Beschwerden auswirken.

## Gewinnung und Vermarktung
Ätherisches Hanföl wird nicht in großindustriellen Maßstäben gewonnen. Die Anbauflächen für die Gewinnung des ätherischen Öls sind entsprechend im Regelfall klein. Die Gewinnung erfolgt durch eine Wasserdampfdestillation, dabei können etwa 1,5 ml ätherisches Öl pro Kilogramm Frischmasse gewonnen werden. Der Wasserdampf wird durch einen Behälter mit den entsprechenden Pflanzenteilen geleitet und löst die Duftmoleküle. Beim Erkalten trennen sich die öligen Bestandteile vom Wasser und lassen sich aufgrund der geringeren Dichte abscheiden.
In Europa werden aktuell weniger als 200 Liter pro Jahr des ätherischen Öles produziert und verkauft, die Hauptproduktion findet in Kanada statt. Dabei ist die Produktion aufgrund des hohen Aufwandes sowie des aktuell noch sehr begrenzten Marktes sehr kostspielig und das Öl gelangt mit Preisen von etwa 6 Euro pro Milliliter bzw. über 40 Euro für Fläschchen von 10 Milliliter in den Handel. Dabei können auch diese Preise nur erreicht werden, wenn eine Verwertung der übrigen Bestandteile des Hanfs (Fasern, Samen, Schäben, Hanföl) möglich ist.